# ジェラール・ヴェルテメール
ジェラール・ポール・フィリップ・ヴェルテメール（Gérard Paul Philippe Wertheimer、1951年4月17日 - ）は、ジュネーブ在住のフランスの実業家、馬主、競走馬生産者。兄であるアラン・ヴェルテメールと共にシャネルの共同オーナーを務めている。

## 経歴
ユダヤ人家庭のジャック・ヴェルテメールとイリアーヌ・フィッシャーの子として生まれた。祖父のピエール・ヴェルテメールはココ・シャネルと共に現在のシャネルを創業した共同創業者として知られる。